# Hermann Graedener
Hermann Graedener (Kiel, 8 maggio 1844 – Vienna, 15 settembre 1929) è stato un compositore, direttore d'orchestra e docente austriaco.

## Biografia
Graedener studiò con suo padre Karl Graedener e successivamente andò al Conservatorio di Vienna. 
Fu professore presso il Conservatorio di Vienna dal 1877 al 1913. Tra il 1892 e il 1896 fu direttore della Wiener Singakademie.

## Opere principali
- Quintetto per pianoforte in la minore, 1859
- Quintetto per pianoforte in re minore, 1863
- Quartetto d'archi in mi maggiore
- Quartetto d'archi in re minore
- Quartetto d'archi in la minore